# Curve di Cesaro
Le curve di Cesàro (o curve di Cesàro-Faber) sono casi particolari di curve frattali di De Rham generate da trasformazioni affini che conservano l'orientazione, con i seguenti punti fissi {\displaystyle p_{0}=0} e {\displaystyle p_{1}=1}.
A causa di questi vincoli, le curve di Cesàro sono determinate esclusivamente da numeri complessi {\displaystyle a} tali che {\displaystyle |a|<1} e {\displaystyle |1-a|<1}.
Le contrazioni {\displaystyle d_{0}} e {\displaystyle d_{1}} sono definite come funzioni complesse nel piano complesso da:
{\displaystyle d_{0}(z)=az}
{\displaystyle d_{1}(z)=a+(1-a)z.}
Per {\displaystyle a=(1+i)/2}, si ottiene la curva frattale auto-simile di Lévy descritta per la prima volta da Cesàro nel 1906.